# Kōji Hachisuka
Kōji Hachisuka (蜂須賀 孝治?, Hachisuka Kōji; Tochigi, 20 luglio 1990) è un ex calciatore giapponese, di ruolo difensore.